# دانشگاه علوم پزشکی یاسوج
دانشگاه علوم پزشکی یاسوج یکی از دانشگاه‌های دولتی ایران و زیر پوشش وزارت بهداشت، درمان و آموزش پزشکی در استان کهگیلویه و بویراحمد است.
تحصیل در کنار استادان مجرب و بهره‌مندی از جاذبه‌های گردشگری فراوان استان کهگیلویه و بویراحمد تحصیل در این دانشگاه را برای دانشجویان متمایز نموده‌است. همچنین وفور انواع متخلف گیاهان دارویی و آزمایشگاه‌های تحقیقات گیاهان دارویی زمینه را برای تحقیقات علاقه‌مندان به طب سنتی و گیاهی فراهم نموده‌است.

## تاریخچه
دانشگاه علوم پزشکی یاسوج در سال ۱۳۶۹ با عنوان دانشکده علوم پزشکی یاسوج در کنار سازمان منطقه‌ای و درمان استان کهگیلویه و بویراحمد تأسیس شد. این مجموعه که تحت عنوان مؤسسه به فعالیت خود ادامه می‌داد پس از گذشت سه سال، در سال ۱۳۷۲ با ادغام دانشکده علوم پزشکی و سازمان منطقه‌ای بهداشت و درمان، دانشکده علوم پزشکی یاسوج به وجود آمد و سرانجام در شهریور ماه سال ۱۳۷۴ به دانشگاه علوم پزشکی یاسوج ارتقاء یافت.
این دانشگاه در آبان ماه ۸۵ نیز در تقسیم‌بندی دانشگاه‌های علوم پزشکی کشور از تیپ ۳ به تیپ ۲ ارتقاء یافت.

## رشته‌ها و مقاطع تحصیلی
هم‌اکنون دانشگاه علوم پزشکی یاسوج دارای ۱۶۵ عضو هیئت علمی و ۲۱۱ استاد می‌باشد که در دانشگاه مشغول تدریس هستند.
همچنین سالانه دانشگاه در رشته‌های زیر در مقاطع مختلف تحصیلی از طریق آزمون‌های سراسری سازمان سنجش آموزش کشور اقدام به پذیرش دانشجو می‌کند.
رشته های کاردانی
- فوریت های پزشکی
- تکنسین دهان و دندان

رشته های کارشناسی
- پرستاری
- مامایی
- علوم تغذیه
- بهداشت محیط
- بهداشت عمومی
- علوم آزمایشگاهی
- پرتوشناسی
- اتاق عمل
- هوشبری
- علوم آزمایشگاه

رشته های کارشناسی ارشد
- پرستاری
- مامایی

رشته های دکتری حرفه ای
- دندانپزشکی عمومی
- پزشکی عمومی

رشته های تخصصی پزشکی
- زنان و زایمان
- داخلی
- اطفال
- بیهوشی
- جراحی عمومی
- جراحی کلیه و مجاری ادراری

## روسای دانشگاه از ابتدا تا کنون
- سید وحید حسینی
- شاهین محمدصادقی
- فریدون پور دانش
- محمدرضا نیکبخت
- سیدحسام الدین نبوی‌زاده
- رضا چمن
- اورنگ ایلامی
- پرویز یزدان پناه
- محمد غلام نژاد
- سعید جاودان سیرت

## دانشکده‌ها
دانشگاه علوم پزشکی کهگیلویه و بویراحمد دارای پنج دانشکده به شرح زیر می‌باشد.
- دانشکده بهداشت
- دانشکده پرستاری و مامایی
- دانشکده پزشکی
- دانشکده پیراپزشکی
- دانشکده دندانپزشکی

## بیمارستان‌ها
این دانشگاه دارای چهار بیمارستان آموزشی و درمانی و شش بیمارستان درمانی می‌باشد.
- بیمارستان شهید دکتر جلیل یاسوج
- بیمارستان امام سجاد یاسوج
- بیمارستان شهید بهشتی یاسوج
- بیمارستان شهید رجایی یاسوج
- بیمارستان شهید رجایی گچساران
- بیمارستان نرگسی گچساران
- بیمارستان بی بی حکیمه خاتون گچساران
- بیمارستان امام خمینی (دهدشت)
- بیمارستان شهدا (باشت)
- بیمارستان شهید سلیمانی لیکک

## واحد امور بین‌الملل دانشگاه
واحد امور بین‌الملل دانشگاه علوم پزشکی یاسوج از تاریخ ۳۱ خرداد سال ۱۳۹۶ با تشکیل شورای بین‌الملل دانشگاه رسماً فعالیت خود را آغاز نموده‌است.
این واحد در سه حوزه همکاری‌های لازم در راستای بین‌المللی سازی و بالا بردن سطح علمی، پژوهشی و درمان این دانشگاه را در دستور کار دارد:
- توسعه روابط بین‌الملل
- اعتبار بخشی
- جذب دانشجوی خارجی

همچنین با عقد تفاهم نامه‌های همکاری ((MOU با دانشگاه‌های داخلی و دانشگاه‌های خارجی مورد تأیید وزارت بهداشت بستری مناسب برای تبادل استاد و محقق و دانشجو فراهم کرده‌است.